# Indonézia az 1972. évi nyári olimpiai játékokon
Indonézia az NSZK-beli Münchenben megrendezett 1972. évi nyári olimpiai játékok egyik részt vevő nemzete volt. Az országot az olimpián 5 sportágban 6 sportoló képviselte, akik érmet nem szereztek.

## Atlétika
Női
| Versenyző           | Versenyszám | Előfutam | Előfutam | Előfutam | Negyeddöntő | Negyeddöntő | Negyeddöntő | Elődöntő | Elődöntő | Elődöntő | Döntő   | Döntő    |
| Versenyző           | Versenyszám | Idő      | Hely.    | Össz.    | Idő         | Hely.       | Össz.       | Idő      | Hely.    | Össz.    | Idő     | Helyezés |
| ------------------- | ----------- | -------- | -------- | -------- | ----------- | ----------- | ----------- | -------- | -------- | -------- | ------- | -------- |
| Carolina Rieuwpassa | 100 m       | 12,23    | 6.       | 39.      | kiesett     | kiesett     | kiesett     | kiesett  | kiesett  | kiesett  | kiesett | kiesett  |
| Carolina Rieuwpassa | 200 m       | 24,68    | 6.       | 27.      | 25,03       | 7.          | 28.         | kiesett  | kiesett  | kiesett  | kiesett | kiesett  |

## Íjászat
| Versenyző            | Versenyszám | 1. forduló | 1. forduló | 2. forduló | 2. forduló | Összesítés | Összesítés |
| Versenyző            | Versenyszám | Pont       | Hely.      | Pont       | Hely.      | Pont       | Helyezés   |
| -------------------- | ----------- | ---------- | ---------- | ---------- | ---------- | ---------- | ---------- |
| Tjoeij Lin Alienilin | Női egyéni  | 1012       | 38.        | 1088       | 36.        | 2100       | 37.        |

## Műugrás
Női
| Versenyző              | Versenyszám    | Selejtező | Selejtező | Döntő   | Döntő    |
| Versenyző              | Versenyszám    | Pont      | Helyezés  | Pont    | Helyezés |
| ---------------------- | -------------- | --------- | --------- | ------- | -------- |
| Mirnawati Hardjolukito | Egyéni műugrás | 188,94    | 30.       | kiesett | kiesett  |

## Ökölvívás
| Versenyző       | Versenyszám | Selejtező         | 32-es főtábla                  | Nyolcaddöntő            | Negyeddöntő                  | Elődöntő          | Döntő             | Helyezés |
| Versenyző       | Versenyszám | Ellenfél Eredmény | Ellenfél Eredmény              | Ellenfél Eredmény       | Ellenfél Eredmény            | Ellenfél Eredmény | Ellenfél Eredmény | Helyezés |
| --------------- | ----------- | ----------------- | ------------------------------ | ----------------------- | ---------------------------- | ----------------- | ----------------- | -------- |
| Ferry Moniaga   | Harmatsúly  | erőnyerő          | René Silva (NCA) · 5-0         | Joe Destimo (GHA) · 4-1 | Orlando Martínez (CUB) · 0-5 | kiesett           | kiesett           | 5.       |
| William Gommies | Középsúly   |                   | Vjacseszlav Lemesev (URS) · KO | kiesett                 | kiesett                      | kiesett           | kiesett           | 17.      |

## Súlyemelés
| Versenyző        | Versenyszám | Nyomás   | Nyomás   | Szakítás | Szakítás | Lökés    | Lökés    | Összesen | Helyezés |
| Versenyző        | Versenyszám | Eredmény | Helyezés | Eredmény | Helyezés | Eredmény | Helyezés | Összesen | Helyezés |
| ---------------- | ----------- | -------- | -------- | -------- | -------- | -------- | -------- | -------- | -------- |
| Charlie Depthios | 52 kg       | 95,0     | 14.      | 90,0     | 12.      | 125,0    | 4.       | 310,0    | 9.       |